# Näzyr Törekułow
Näzyr Törekułuły Törekułow (kaz. Нәзір Төреқұлұлы Төреқұлов; ros. Назир Тюрякулович Тюрякулов; ur. 1893 w Kokandzie, zm. 3 listopada 1937) – radziecki polityk i dyplomata.

## Życiorys
W 1914 ukończył kokandzką szkołę handlową. W latach 1914–1916 i 1922–1923 studiował w Moskiewskim Instytucie Handlowym, w latach 1917–1918 był członkiem Partii Lewicowych Eserowców. W 1918 był przewodniczącym organizacji lewicowych eserowców w Kokandzie i sekretarzem Komitetu Wykonawczego Rady Kokandzkiej. Od września 1918 członek RKP(b), w latach 1918–1919 sekretarz kokandzkiego komitetu rewolucyjnego, komisarz oświaty i kierownik wydziału edukacji narodowej, członek Fergańskiego Komitetu Wojskowo-Rewolucyjnego. W latach 1920–1922 członek Turkiestańskiej Komisji WCIK i Rady Komisarzy Ludowych RFSRR, członek Turkiestańskiego Biura KC RKP(b), od 19 lipca do 12 września 1920 przewodniczący Komitetu Wykonawczego Tymczasowego KC Komunistycznej Partii (bolszewików) Turkiestanu, od 1920 do 1921 ludowy komisarz oświaty Turkiestańskiej ASRR. W 1920 redaktor gazety „Isztrati Ijun” w Taszkencie, od 26 listopada 1920 do 19 maja 1922 członek Wojskowej Rady Rewolucyjnej Frontu Turkiestańskiego, od maja 1921 do maja 1922 przewodniczący Centralnego Komitetu Wykonawczego Turkiestańskiej ASRR, do września 1922 sekretarz odpowiedzialny KC KP(b)T. W 1922 członek Komisji Wykonawczej Środkowoazjatyckiego Biura KC RKP(b), w latach 1923–1928 przewodniczący Zarządu Centralnego Wydawnictwa Narodów Wschodu i członek Prezydium Wszechzwiązkowego Stowarzyszenia Naukowego Orientalistyki, od lipca 1928 do 1 stycznia 1930 konsul generalny ZSRR w Królestwie Nadżdu i Hidżazu. Od 1 stycznia 1930 do 7 grudnia 1935 ambasador ZSRR w Królestwie Nadżdu i Hidżazu/Arabii Saudyjskiej, w 1936 pracował w Instytucie Narodów Wschodu w Leningradzie i Instytucie Języka i Piśmiennictwa Narodów Wschodu w Moskwie.
W lipcu 1937 aresztowany, następnie rozstrzelany podczas wielkiego terroru.